# Губич Юрій Григорович
Юрій Григорович Губич (нар. 18 вересня 1946, Горлівка, Донецька область, УРСР — пом. 22 березня 1980, Горлівка, Донецька область, УРСР) — радянський футболіст, захисник.

## Життєпис
Вихованець школи горлівського «Шахтаря», у другій групі класу «А» за команду в 1964—1965 роках зіграв 56 матчів, відзначився 1 голом. У 1965 році прийняв запрошення від донецького «Шахтаря», проте той сезон дограв у дублюючому складі «гірників». З 1966 року почав підпускатися до першої команди, за яку дебютував 7 травня того ж року в переможному (2:1) виїзному поєдинку 6-го туру 1-ї групи класу «А» проти московського «Торпедо». Юрій вийшов у стартовому складі та відіграв увесь матч. Дебютним голом за «Шахтар» відзначився 26 серпня 1968 року на 88-й хвилині програного (1:3) виїзного поєдинку 1/2 фіналу кубку СРСР проти ташкентського «Пахтакору». Губич вийшов на поле в стартовому складі та відіграв увесь матч. Дебютним голом у чемпіонаті СРСР відзначився 30 жовтня 1968 року на 60-й хвилині нічийного (2:2) виїзного поєдинку 35-го туру 1-ї групи класу «А» проти ташкентського «Пахтакору». Юрій вийшов на поле в стартовому складі та відіграв увесь матч. У «Шахтарі» виступав до 1974 року, за цей час у чемпіонаті СРСР провів 213 матчів та відзначився 9 голами.
Помер у 1980 році у віці 33 років.